# Radezolid
Radezolid (INN, tên mã là RX-1741) là một loại kháng sinh oxazolidinone mới được phát triển bởi Melinta Therapeutics, Inc. để điều trị mụn trứng cá do vi khuẩn.